# Vivos voco – Ich rufe die Lebenden
Vivos voco – Ich rufe die Lebenden ist ein Kurzdokumentarfilm von Dagnija Osite-Krüger von 1981 über Glocken. Er entstand in Zusammenarbeit mit der Schriftstellerin Helga Schütz und der Glockengießerin Margarete Schilling und wurde später verboten.

## Inhalt
Gezeigt werden verschiedene Glocken, es wird über ihre Funktionen, ihre Geschichten und ihre Herstellung berichtet.

„Glocken läuteten dem Opfer und dem Täter, sie läuteten dem Herrn und dem Knecht, die Klänge fallen ineinander, Anfang und Ende, Leben und Tod, Schlaf und Erwachen, Arbeit und Gebet.“

Glocken wurden für Kriegszwecke eingeschmolzen und sollten vor Gefahren warnen.

## Hintergründe
Der Film entstand nach dem Konzept von Helga Schütz, die auch die Dreharbeiten begleitete. Einige Aufnahmen entstanden in der traditionsreichen Glockengießerei von Margarete Schilling in Apolda, die auch viel Hintergrundwissen mitteilte.
Vivos voco, heißt übersetzt ich rufe die Lebenden und ist eine Inschrift in mehreren Glocken.
Der Film wurde vom DEFA-Studio für Dokumentarfilme  für das DDR-Fernsehen hergestellt und am 28. Dezember 1981 erstmals gezeigt.
Im August 1982 wurde er beim Kongress der Internationalen Vereinigung für den wissenschaftlichen Film als wichtigster Beitrag der DDR-Sektion gezeigt (mit 230 weiteren Filmen aus 21 Jahren). Danach durfte er offenbar einige Zeit nicht weiter öffentlich aufgeführt werden.
2022 war er wieder beim Dokumentarfilmfestival in Leipzig in der Retrospektive zu sehen.